# آندری مکانگا
آندری مکانگا (به انگلیسی: André Macanga؛ زادهٔ ۱۴ مهٔ ۱۹۷۸) یک بازیکن فوتبال پیشین و مربی فوتبال اهل آنگولا است. این بازیکن در نقش هافبک تیم فوتبال آنگولا حضور داشته است.